# Neopsittacus
Neopsittacus is een geslacht van vogels uit de familie Psittaculidae (papegaaien van de Oude Wereld) en de groep van de lori's. Beide soorten zijn endemische vogelsoorten van Nieuw-Guinea die voorkomen in het middel- en vooral het hooggebergte van het hoofdeiland.

## Soorten
Het geslacht kent de volgende soorten:
- Neopsittacus musschenbroekii  – Musschenbroeks lori
- Neopsittacus pullicauda  – Smaragdlori